# Dalasjö
Dalasjö (sydsamiska Gaelpie) är en by, som av SCB avgränsades till en småort mellan 2015 och 2020], i Vilhelmina distrikt (Vilhelmina socken) i Vilhelmina kommun, Västerbottens län (Lappland). Byn ligger söder om Vojmån, vid vägskälet där länsväg 953 mot Bäsksele utgår från länsväg 942 mellan Stenselkroken och Strömåker, åtta kilometer öster om Europaväg 45 och cirka 15 kilometer från tätorten Vilhelmina. Väster om byn ligger Vilhelmina flygplats.